# 소행성체명
소행성체명(영어: minor planet designation)은 혜성을 제외한 모든 소행성체. 즉 소행성, 센타우루스군, 해왕성 바깥 천체 등에 부여되는 최종적인 공식 명칭으로, 번호와 이름의 조합이다. 번호는 해당 천체의 궤도가 완벽히 파악되면 붙여지며, 이름 부분은 임시 명칭을 사용하지만, 특별히 이름을 붙일 수도 있다. 소행성체명은 국제천문연맹의 소행성체 센터에서 총괄하여 정리하고 있다.
최근에는 천체와의 충 현상을 4번 이상 정밀하게 관찰한 후에 번호를 부여하며, 근지구 천체의 경우에는 대략 3번이나 2번 관측했을 때 부여하기도 한다. 50만 개 이상의 소행성체들이 현재까지 번호를 받았지만 약 4%만이 특별히 이름을 부여받았다. 참고로, 소행성체 20만 개 이상은 번호가 붙지도 못했다.
소행성 위성의 경우에는 갈릴레오 갈릴레이가 썼던 로마 숫자 방식을 사용한다. 예시로, 87 실비아의 위성 로물루스와 레무스의 정식 명칭은 각각 "(87) 실비아 I 로물루스", "(87) 실비아 II 레무스"이다.
혜성은 소행성체명 규칙을 따르지 않고, 다른 명칭 체계를 사용한다.

## 형태
소행성체명은 "숫자"와 "이름"으로 이루어지는데, "숫자"는 발견된 순서대로 붙으며, "이름"은 발견자 등이 이름을 붙이거나 임시 명칭이 그대로 사용되기도 한다.
소행성체명의 형태는 크게 두 가지로 나눠진다.
- 특별한 이름이 없는 경우: (번호) 임시 명칭
- 이름이 붙여진 경우: (번호) 이름; 번호에 괄호를 붙이는 것이 원칙이나, 생략해도 문제가 없다. 참고로, 위키백과의 소행성체 문서에서는 괄호를 생략한다.

예시로, 이름이 없는 소행성체 (29075) 1950 DA에서는 번호에 항상 괄호를 붙이며, 이름이 있는 소행성체 (274301) 위키피디아는 괄호를 생략해 274301 위키피디아로 적어도 상관 없다.
정식 소행성체명이 부여되기까지 여러 임시 명칭이 붙기 때문에, 학술지에서 같은 천체가 다르게 적혀있을 수 있다. 예를 들어, 274301 위키피디아가 2008년 8월 처음 발견되었을 때는 임시 명칭 2008 QH24로 표기되었고, 번호를 받은 후에는 (274301) 2008 QH24로 표기되었으며, 2013년 1월 27일 이름이 "위키피디아"로 정해진 후에는 274301 위키피디아라고 표기되었다. 연구자에 따라 간단하게 (274301)로 표기하는 경우도 있다. 유명한 천체들의 경우에는 134340 명왕성을 명왕성이라고 적는 것처럼 간략히 표기하기도 하며, (55636) 2002 TX300처럼 이름이 긴 천체들은 간단히 2002 TX300로 적는 경우가 많다.

## 역사
1801년 세레스가 발견된 이후, 발견되는 모든 소행성들에는 천문 기호가 부여되었다. 하지만 시간이 지나며 발견된 소행성 수가 급증하자 기호가 복잡해졌고, 손으로는 쓸 수 없는 지경까지 이르렀다. 1851년 벤자민 앱솔프 굴드는 이러한 문제를 해결하기 위해 모든 소행성에 발견 순서대로 숫자를 붙인 다음, 그 숫자를 원으로 감싸 기호화하자고 제안했다. 예시로, 4번째로 발견된 소행성 베스타는 ④로 나타내는 식이다. 얼마 지나자 않아 숫자 뒤에 이름까지 표기하여 "④ 베스타"로 썼고, 1850년대 말에는 원이 괄호로 간소화되어 "(4) 베스타"가 되었다. 간혹 "4) 베스타"나 "4, 베스타"로 표기하는 표기법도 쓰였지만, 1950년대를 전후하여 이런 표기법은 전부 사라졌다.
"발견 순서대로 번호를 부여한다"의 대표적인 예외 사항은 명왕성으로, 2006년에 행성 지위를 박탈당하기 전까지만 해도 "행성이었기" 때문에 소행성 번호가 없었다. 행성에서 퇴출당한 후에 명왕성은 134340번을 부여받아 공식 명칭이 134340 명왕성이 되었다.

## 같이 보기
- 소행성체 목록
- 천문학의 임시 명칭